# شيخ سلام بن رزاق
شيخ عبد السلام عبد الرزاق (1941 - 2024 م) المعروف باسمه المستعار شيخ سلام بن رزاق، هو كاتب ومترجم قصصي باللغة الأردية والهندية.
حصل على العديد من الجوائز منها: جائزة Sahitya Akademi، وهي جائزة أدبية سنوية تُمنح منذ عام 1955، وقد مُنحَ هذه الجائزة لإسهامه البارز في النهوض بالأدب الهندي.

## وفاته
توفي شيخ سلام بن رزاق يوم الثلاثاء 28 شوَّال 1445هـ الموافق 7 مايو 2024م.